# Schizocosa chelifasciata
Schizocosa chelifasciata är en spindelart som först beskrevs av Cândido Firmino de Mello-Leitão 1943.  
Schizocosa chelifasciata ingår i släktet Schizocosa och familjen vargspindlar. Inga underarter finns listade i Catalogue of Life.